# Sidney Green
Sidney Green, né le 4 janvier 1961 à Brooklyn dans l'État de New York, est un joueur américain de basket-ball ayant évolué aux postes d'ailier fort et de pivot.
Après avoir passé sa carrière universitaire aux Rebels d'UNLV, il est sélectionné en 5e position par les Bulls de Chicago lors de la draft 1983 de la NBA.

## Biographie
Green joue pendant 10 ans en NBA, pour 6 franchises différentes. Sur l'ensemble de sa carrière NBA, il marque 5 080 points (7,5 par match) et capte 4 128 rebonds (6,1 par match).
Son fils Taurean Green a également joué en NBA.